# Гедлінг
Ґе́длінґ (англ. Gedling) — район місцевого самоврядування зі статусом боро в графстві Ноттінгемшир, Англія, рада якого розташована в Арнольді, на північний схід від Ноттінгема. Населення на момент перепису 2011 року становило 113 543 особи.
Він був утворений 1 квітня 1974 року шляхом злиття міських округів Арнольд і Карлтон і частини сільського округу Басфорд. Названо на честь села Гедлінг. Інші поселення включають Бертон Джойс, Калвертон, Колвік і Рейвенсхед.

## Політика
Рада району Гедлінг обирається кожні чотири роки, причому на кожних виборах обирається 41 ратман. Лейбористи займають більшість місць у раді з 2011 року, а Джон Кларк очолює раду з того часу. Останні вибори відбулися у 2019 році на виборах у раду району Гедлінг, а наступні вибори мають відбутися у 2023 році. Станом на серпень 2022 року до складу ради входять:
| Партія | Партія               | Радники |
|        | Лейбористська партія | 28      |
|        | Консервативна партія | 8       |
|        | Ліберальні демократи | 3       |
|        | Незалежні            | 2       |